# Talal Derki
Talal Derki (em árabe:  طلال ديركي ‎; Damasco, Síria, 24 de julho de 1977) é um director de cinema, produtor, e roteirista sírio de ascendência curda.

## Biografia
Talal Derki estudou direcção de cinema, em Atenas, no Instituto Superior de Arte e Televisão Cinematográficos de Stavrako, graduando-se em 2003. Trabalhou como assistente de direcção para produções cinematográficas e foi director de diferentes programas de TV e filmes de televisão árabes, entre 2009 e 2012. Tem trabalhado como camarógrafo independente para a CNN e a Thomson Reuters.
Talal Derki vive agora no exílio em Berlim, Alemanha.

## Filmografia
- 2003 - Hello Damascus, Goodbye Damascus (Olá Damasco, Adeus Damasco), ficção curta, 16 mm (12 min)
- 2005 - A whole line of trees (Toda uma linha de árvores), ficção curta, 35 mm (8 min)
- 2010 - Hero of All Seas (Herói de todos os Mares), documentário curto (28 min)
- 2013 - Retorno a Homs, longa-metragem - documentário (90 min)

## Honras
As curtas-metragens e documentários de Talal Derki receberam prémios numa variedade de festivais. A sua longa-metragem de documentário Retorno a Homs tem ganho o Grande Prémio do Júri do World Cinema de Sundance Film Festival.

### Como membro
- 2014: do júri internacional no Festival de Cinema Internacional de Documentários de Amesterdão IDFA.

### Galardões & nomeações por `Retorno a Homs´
| Año  | Premio                                                                            | Categoría                                                            | Beneficiario | Resultado |
| ---- | --------------------------------------------------------------------------------- | -------------------------------------------------------------------- | ------------ | --------- |
| 2013 | Festival Internacional de Cinema Documental (Amsterdão, Países Baixos)            | Prémio ao melhor documentário de longa-metragem                      | Talal Derki  | Nomeado   |
| 2014 | Festival Dokumentarnega Filma (Liubliana, Eslovénia)                              | Amnesty International Award for Best Film on Human Rights            | Talal Derki  | Vencedor  |
| 2014 | Festival de cinema de Sundance 2014                                               | Prémio Júri do World Cinema: Documental                              | Talal Derki  | Vencedor  |
| 2014 | Festival Internacional de Cinema de São Francisco (São Francisco, EE. UU.)        | Prémio Golden Gate - Melhor artigo documental                        | Talal Derki  | Nomeado   |
| 2014 | Festival Internacional de Cinema de São Francisco (São Francisco, EE. UU.)        | Prémio Golden Gate - Reconhecimento especial do Júri                 | Talal Derki  | Vencedor  |
| 2014 | Medio Oriente ahora (Florencia, Italia)                                           | Prémio da Audiência                                                  | Talal Derki  | Vencedor  |
| 2014 | Festival de Cinema Documental Full Frame (Durham, Carolina do Norte)              | Prémio Charles E. Guggenheim para artistas emergentes                | Talal Derki  | Vencedor  |
| 2014 | ZagrebDox                                                                         | Duas menções especiais                                               | Talal Derki  | Vencedor  |
| 2014 | Festival de Cinema Internacional dos Direitos do Homem (Genebra, Suiça            | Grande prémio do juri                                                | Talal Derki  | Vencedor  |
| 2014 | Festival de Cinema Internacional dos Direitos do Homem (Paris, França)            | Prémio do Juri do Grande Prémio, Prémio do Juri Estudantil           | Talal Derki  | Vencedor  |
| 2014 | Festival de Cinema Documental Doxa (Vancouver, Canada)                            | Menção de Honra do Juri                                              | Talal Derki  | Vencedor  |
| 2014 | DocsBarcelona (Barcelona, Espanha)                                                | Galardão de Melhor Filme DocsBarcelone                               | Talal Derki  | Vencedor  |
| 2014 | Festival de Cinema do Observatório dos Direitos dos Homens NY (NovaYork, EE. UU.) | Corno de Prata para Director da Melhor Longa-metragem Documental     | Talal Derki  | Vencedor  |
| 2014 | Festival de Cinema Documenta Madrid (Madrid, Espanha)                             | Prémio da Audiência                                                  | Talal Derki  | Vencedor  |
| 2014 | Festival MakeDox                                                                  | Prémio Winner Young Onion                                            | Talal Derki  | Vencedor  |
| 2014 | Festival de Cinema Internacional de Documentários EBS (Seul, Coreia do Sul)       | Grande Prémio, Galardão do Juri                                      | Talal Derki  | Vencedor  |
| 2014 | O Festival das Liberdades (Bruxelas, Bélgica)                                     | Grande Prémio pelo Melhor Documentário, Prémio Galardão SmatBe       | Talal Derki  | Vencedor  |
| 2014 | Prémios Cinema Eye Honors                                                         |                                                                      | Talal Derki  | Vencedor  |
| 2014 | Festival de Cinema Abu Dhabi (UAE)                                                | Menção especial Competição documental                                | Talal Derki  | Vencedor  |
| 2014 | Festival de Cinema de Cracóvia                                                    | Prémio do Júri de Estudantes de Cracóvia - Concurso de Documentários | Talal Derki  | Vencedor  |
| 2014 | Festival de Cinema de Cracóvia                                                    | Menção especial Competição documental                                | Talal Derki  | Vencedor  |
| 2015 | Prémio George Polk (EE. UU.)                                                      | Mejor Documental                                                     | Talal Derki  | Vencedor  |
| 2015 | Festival de Cinema Independente de Roma (                                         | Menção especial Competição documental                                | Talal Derki  | Vencedor  |